# Montjean, Mayenne
Montjean är en kommun i departementet Mayenne i regionen Pays de la Loire i nordvästra Frankrike. Kommunen ligger i kantonen Loiron som tillhör arrondissementet Laval. År 2022 hade Montjean 1 030 invånare.

## Befolkningsutveckling
Antalet invånare i kommunen Montjean
| Referens: INSEE |